# マンゴー・ウォン
マンゴー・ウォン（Mango Wong、王 秀琳、1980年11月15日 -）は、香港の女性歌手、モデル、女優である。

## アルバム
- 2001年：『Mango王秀琳』
- 2002年：『Breezing』

## 出演作品
- 2002年：映画『ゴッド・ギャンブラー ツインズ大作戦』 - 靳夏天 役
- 2004年：ATVドラマ『我和殭屍有個約會III之永恆國度』 - 湯金寶 役